# Basmele românilor

Basmele românilor. O colecție nemuritoare este o serie de volume de basme românești adunate de folcloriști români din secolul al XIX-lea ca Petre Ispirescu, Dumitru Stăncescu, Ion Pop Reteganul, Simion Florea Marian și alții. A apărut în perioada 15 octombrie – 17 decembrie 2010, cu copertă dură, la Editura Curtea și Jurnalul National.

## Lista cărților apărute în colecție
1. Volumul I- Petre Ispirescu[3][4]
2. Volumul II – Dumitru Stăncescu[5]
3. Volumul III -  Ion Pop Reteganul[6][7]
4. Volumul IV – Alexandru Vasiliu, I.C. Fundescu[8]
5. Volumul V – N.D. Popescu, Mihai Eminescu[9][10]
6. Volumul VI – Simion Florea Marian[11]
7. Volumul VII - I.G. Sbiera[12][13]
8. Volumul VIII - Ioan Slavici, G. Dem. Teodorescu[14]
9. Volumul IX - Tudor Pamfile, Constantin Rădulescu-Codin[15]
10. Volumul X - Petre Ispirescu[16][17]

## Basmele românilor, vol. I
Conține 26 de basme culese de Petre Ispirescu - printre care: 
- „Prâslea cel voinic”
- „Greuceanu”
- „Făt-Frumos și balaurul cu șapte capete”
- „Zâna Zânelor”[18]

## Basmele românilor, vol. II
Conține basme culese de Dumitru Stăncescu.
- „Sur-Vultur”
- „"Împărăția Arăpuschii”
- „Fântâna Sticlișoarei”
- „Un mort a omorât doi si doi au omorât doisprezece”
- „Basmul cu măciuchița”
- „Săracul și dracul”[19]

## Basmele românilor, vol. III
Conține basme culese de Ion Pop-Reteganul.
- „Trifon Hăbăucul”
- „Doftorul Toderaș”
- „Ganul Țiganului”
- „Voinicul Parsion”
- „Azima mergătoare”
- „Ioaneș Măsariul”
- „Fiuțul oii”
- „Crăiasa zânelor”
- „Crâncu, vânătorul codrului”
- „Povestea lui Pahon”
- „Urmă Galbină și Pipăruș Petru”
- „Zâna apelor”
- „Crăiasa zânelor”

## Basmele românilor, vol. IV
Conține basme culese de Alexandru Vasiliu, I.C. Fundescu.
- „Povestea lui Tristi Copil și a Iniiei Diniie”
- „Povestea lui Parolita”
- „Povestea lui «Nu știu»”
- „Boghelt”[20]

## Basmele românilor, vol. V
Conține basme culese de N.D. Popescu, Mihai Eminescu.
- „Călin-Nebunul”
- „Borta-vântului”
- „Frumoasa lumii”
- „Vasilie-finul-lui-Dumnezeu”

## Basmele românilor, vol. VI
Volumul cuprinde basme din nordul Moldovei, culese de Simeon Florea Marian.
- „Ginerele împăratului Roșu”
- „Frații de cruce”
- „Feciorul pescariului”
- „Sfântu Nicolai”
- „Sărăcuțul”
- „Calimendru”
- „Prostul năzdrăvan”
- „Fiul Iepei”
- „Bulimandră și Mândra-Lumei”
- „Istian Viteazul și Ileana Consânzeana”
- „Fata din Ștergăreni”
- „Ciuda nevăzută din ceri căzută”
- „O babă și trei fete”
- „Capra cu trei iezi”

## Basmele românilor, vol. VII
Conține basme culese de Ion G. Sbiera.

## Basmele românilor, vol. VIII
Conține basme culese de Ioan Slavici, G. Dem. Teodorescu.

## Basmele românilor, vol. IX
Basme culese de Tudor Pamfile si Constantin Radulescu-Codin.
- „Șperlă voinicul”
- „Bou-Bălănel”
- „Niculcea”
- „Norocel argatul, ginere împărătesc”
- „Povestea ciocârliei”
- „Povestea florii-soarelui”
- „Voda-împărat”
- „Feciorul împăratului lighionilor”
- „Omul sălbatic”
- „Ciobanul și fata de împărat”

## Basmele românilor, vol. X
Conține basme culese de Petre Ispirescu.
- „Băiatul cel bubos și ghigorțul”
- „Un diavol ca nealții”
- „Întâmplările lui Păcală”
- „Bărbatul cel harnic”
- „Moș-Lăcustă”
- „Sufletul”
- „Glasul morții”
- „Sarea în bucate”
- „Fata de împărat și pescarul”

## Vezi și
- Listă de basme
  - Listă de basme românești
- Povești nemuritoare